# Parco nazionale di Sanriku Fukkō
Il Parco nazionale di Sanriku Fukkō (三陸復興国立公園?, Sanriku Fukkō Kokuritsu Kōen) è un parco nazionale nelle prefetture di Aomori, Iwate e Miyagi.
Istituito il 24 maggio 2013, in seguito al Terremoto e maremoto del Tōhoku del 2011, ha incorporato il Parco nazionale di Rikuchū Kaigan e il Parco naturale di Tanesashi Kaigan Hashikamidake. Nella parte settentrionale del parco si trova una serie di scogliere lunga 8 km e dall'altezza di 200 metri, definita Kita Yamazaki; il litorale del parco è inoltre rinomato tra i più belli dell'intero Giappone.